# شهر المدور
شهر المدور (به پرتغالی: Almodôvar Municipality) یک سکونتگاه مسکونی در پرتغال است که در Beja District واقع شده‌است.

## خصوصیات
شهر المدور ۷۷۷٫۹ کیلومترمربع مساحت و ۷٬۶۵۰ نفر جمعیت دارد.